# Театральная жизнь
«Театральная жизнь» — советский и российский иллюстрированный театральный журнал. Выходит с августа 1958 года.

## О журнале
В советское время журнал являлся печатным органом Министерства культуры РСФСР, Всероссийского театрального общества и Союза писателей РСФСР. С 1998 года — орган Союза театральных деятелей РФ и Министерства культуры РФ. Выходит раз в две недели. Считался одним из ведущих театральных журналов в СССР.
На страницах журнала публиковались рецензии на отечественные и иностранные театральные спектакли, творческие портреты театральных деятелей и статьи, посвящённые истории театра. В 1976 году тираж журнала достиг 50 тысяч экземпляров. Главным редактором журнала работал Юрий Александрович Зубков.